# Cephalouterina decamptodoni
Cephalouterina decamptodoni är en plattmaskart. Cephalouterina decamptodoni ingår i släktet Cephalouterina och familjen Lecithodendriidae. Inga underarter finns listade i Catalogue of Life.